# Titkosító fájlrendszer
A titkosító fájlrendszer (angolul: Encrypting File System, rövidítése: EFS) egy fájlrendszer illesztőprogram. A fájlrendszer titkosítás a szimmetrikus kulcsú titkosításon alapul.

## Célja
A titkosító fájlrendszer célja, hogy használat közben, a felhasználó számára nem érzékelhető módon a tárolt fájlokat titkosítva tárolja a fájlrendszerben. Célszerűen a titkosító kulcsot, jelszót vagy hardvert a fájlrendszer (kötet) csatolásakor kell megadni és az egészen addig érvényben marad, amíg a leválasztás vagy kikapcsolás meg nem történik.
A titkosító fájlrendszer akkor működik jól, ha a tárolt adatok akkor sem válnak hozzáférhetővé illetéktelenek számára, ha azoknak az egyébként érvényes hozzáférési szabályok kikerülésével sikerül közvetlen hozzáférést nyerniük az adattároló médiumhoz (pl. a merevlemezhez).

## Megvalósítása
Több operációs rendszer alatt elérhető beépített megoldás a fájlrendszer titkosítására és léteznek olyan szoftverek is, amik utólagosan telepíthetők és segítségükkel könyvtárak vagy egész partíciók/kötetek védelme megoldható.
A Microsoft Windows 2000, vagy újabb operációs rendszereken elérhető szolgáltatás lehetővé teszi a fájlrendszer-szintű titkosítást NTFS köteteken, így lehetővé válik a fájlok láthatatlan titkosítása.
Az egyes Linux disztribúciók újabb verziói is felajánlják telepítés során a partíciók titkosítását. Ez jellemzően DM-crypt vagy FUSE rétegen keresztül végzi a transzparens titkosítást.
FreeBSD rendszereken a titkosítás célszerűen a GEOM alrendszeren keresztül valósítható meg, de elterjedt a truecrypt használata is Linux emuláción keresztül.

## Lásd még
- LUKS
- Titkosítás
- Kriptográfia